# 八木菜摘
八木 菜摘（やぎ なつみ、1987年5月30日 - ）は、札幌テレビ放送報道制作局報道部の元報道記者・元アナウンサー。身長164cm。既婚。

## 経歴
- 北海道釧路市生まれ。1歳から8歳まで網走市で暮らす[1]。中学時代は小平町で暮らしていた。
- 立命館慶祥高等学校、北海道大学経済学部卒業。2010年4月入社。同期入社は神谷誠、小出朗。
- 2010年10月3日 - D!アンビシャスで初取材。
- 2011年1月10日・11日 - 吉川典雄が体調不良で入院し、カバーで入ったスーパーヒットチャートなまらんに初出演で進行役。
- 2011年2月25日、2012年10月10日 - 9時ですリクエストプラザで室田智美の休暇代理DJ。
- 2012年8月16日 - 秘密のケンミンSHOW内のドラマ・「辞令は突然に…」（北海道編第2話）でどさんこワイドキャスターの八木本人役で出演した。八木は東はるみに指導し、松原江里佳や大家彩香を紹介、専務としてウエスギ専務を紹介した。なおこれが、八木の全国ネット出演デビューとなる。
- 2012年8月25日・26日 - 八木の同期入社の小出朗と共に、24時間テレビのSTVローカルパート司会を担当。オープニングやエンディングで出演。
- 2013年3月18日、自身が担当しているラジオ番組「八木菜摘のいろはにニッポン」にて、2012年に結婚していたことを明かした。昨年から視聴者やリスナーに明かすタイミングを逸していたため、この番組内での告白となったという。
- 2015年8月1日付けで、アナウンサーから報道局記者へと異動。
- 5年半ほど務めたのちに退社し、2年ほどの専業主婦を経て夫の転勤でフランスに在住。フリーライターとして同地の情報を発信していた。北海道に戻った後はインサイドセールスとして働いている[2]。

## 人物
- 妹が一人いる。
- 高校時代、新千歳空港に頻繁に通っていて新千歳空港に詳しい事から、ハッピーエアポートで新千歳空港ガイドを行った。
- 2002年 - 小平町立鬼鹿中学校在校時、中学生英語スピーチ大会最優秀賞受賞。
- 2008年 - 大学2年の時、ミス日本グランプリ決定コンテストに出場し、ミス日本「空の日」に選ばれた。
- 好きな教科は歴史[3]（古代史、近世史、近代史）

## 過去の担当番組
- ぞっこん!スポーツ（2010年10月4日 - 2011年3月）
- News&Sportsチャート なまらん（STVラジオ、2010年10月4日 - 2011年3月下旬までの期間限定）月曜日、火曜日、水曜日 / アシスタント
- どさんこワイド!!朝!（2011年3月30日 - 2012年3月30日）水曜日 - 金曜日中継担当
- 河村通夫の桃栗サンデー（STVラジオ、2011年4月10日 - 2012年4月1日）
- Yo!Hey!サンデー!（STVラジオ、2011年4月10日 - 2012年4月1日、2013年11月25日/後任の松原えりかの代役）
- 熱狂!YOSAKOI!!絶叫ソーラン（特番）YOSAKOIソーラン祭り#歴史
- 24時間テレビ35『愛は地球を救う』(2012年8月25・26日、2013年8月24・25日)STVローカルパート司会
- 八木菜摘のいろはにニッポン[3] (STVラジオ、火曜日20:00 - 、2013年10月8日 - 2014年3月25日、2014年10月7日 - 2015年3月24日)
- どさんこワイド（2012年4月2日 - 2015年7月31日）
- STVニュース（不定期）